# 凤仪门
凤仪门俗称下西门，是平遥城墙的六座城门之一，位于山西省平遥县古城街道。门内为西大街。已列为全国重点保护文物单位。
凤仪门的命名与西门外有凤凰来朝的神话有关。下西门内侧，曾建有凤凰栖台。

## 历史
凤仪门系明洪武三年(1370年)重建平遥城墙时开辟。清康熙四十二年（1703年）康熙帝西巡路经平遥，补修重筑四面大城楼。城楼高16米,宽五间14米，进深四间10米。道光三十年(1850年)，太平天国战争爆发后，平遥进一步完善城防工程，补筑东西北门，至咸丰六年(1856年)完成。
明清时期，凤仪门是平遥古城的交通干道。民国时期，汽车站、火车站均设在下西门外（1934年南同蒲铁路建成通车，1935年平(遥)一汾(阳)铁路通车），凤仪门的交通地位又有所上升。
至1948年，平遥城墙的六座城楼已全部破损拆毁，荡然无存。

## 建筑
凤仪门的城楼为重檐二层七檩歇山回廊式，外围有一圈瓮城，南侧开小门，与城门呈90°夹角。瓮城条石街道上车辙印记颇深。

## 保护
1965年5月24日公布为第一批山西省文物保护单位。1988年1月13日公布为第三批全国重点文物保护单位。1997年12月3日，平遥古城整体列入世界文化遗产保护名录。

## 修复
1997年-1998年，修复下西门（凤仪门），二层，面阔五间，进深四间，重檐歇山顶。